# Néstor Benedetich
Néstor Fabián Benedetich Krenza (Hasenkamp, Provincia de Entre Ríos, Argentina, 23 de febrero de 1972) es un exfutbolista argentino. 
Al comienzo de su carrera hizo inferiores en el año 1993 a 1995 en el Torneo Nacional B y en su retorno a Primera División en los siguientes Torneos Apertura 1995, Torneo Clausura 1996, Torneo Apertura 1996 en el Club Atlético Colón de Santa Fe hasta ser tercer arquero y reserva en dicho equipo santafesino hasta de la institución en la Primera División cosa que no figura dicha estadística y estuvo en el club en todo el Torneo Clausura 1997 en dicha institución hasta su desvinculación de dicho club.
Ha vestido las camisetas de diversos equipos argentinos y mexicanos, entre los que se encuentran Deportivo Español, Sarmiento de Junín, Talleres de Remedios de Escalada, el Club León y el Atlético Yucatán. Actualmente es entrenador de porteros. Actualmente es entrenador de porteros del Club Deportivo Jorge Wilstermann de Bolivia.

## Clubes

### Como jugador
| Club                | País                | Año                 | PJ | G |
| ------------------- | ------------------- | ------------------- | -- | - |
| Colón de Santa Fe   | Argentina           | 1993-1997           | 0  | 0 |
| Sarmiento de Junin  | Argentina           | 1997-1999           | 32 | 0 |
| Deportivo Español   | Argentina           | 1999-2000           | 10 | 0 |
| Club León           | México              | 2000                | 3  | 0 |
| Atlético Yucatán    | México              | 2000                | 3  | 0 |
| Talleres (RdE)      | Argentina           | 2001-2002           | 10 | 0 |
| Total en su carrera | Total en su carrera | Total en su carrera | 58 | 0 |

### Como entrenador de porteros
| Club                   | País      | Año       |
| ---------------------- | --------- | --------- |
| Club León              | México    | 2002-2008 |
| Talleres (C)           | Argentina | 2008      |
| Dorados de Sinaloa     | México    | 2009      |
| Santos Laguna          | México    | 2009-2012 |
| Club León              | México    | 2013      |
| Estudiantes (SL)       | Argentina | 2014-2016 |
| Cimarrones de Sonora   | México    | 2016-2018 |
| Correcaminos de la UAT | México    | 2018      |

|-
|Club Deportivo Jorge Wilstermann | Bolivia
|2023
|}